# Simone Severini
Simone Severini est un informaticien britannique d'origine italienne. Il est professeur de physique de l'information à l'University College de Londres et aussi directeur de l'informatique quantique chez Amazon Web Services.

## Recherche
Severini travaille dans les sciences de l'information quantique et les systèmes complexes. Avec Adan Cabello et Andreas Winter, il définit un cadre théorique des graphes pour étudier la contextualité quantique, et avec Tomasz Konopka, Fotini Markopoulou et Lee Smolin, il introduit un modèle de graphe aléatoire de l'espace-temps appelé graphité quantique ou gravité induite (en),.
Il a été membre du comité de rédaction des Philosophical Transactions de la Royal Society A[réf. nécessaire]. En 2015, il est l'un des premiers conseillers scientifiques de Cambridge Quantum Computing (en), avec Béla Bollobás, Imre Leader et Fernando Brandão. En théorie des réseaux, il a introduit ce qu'on appelle  l'entropie de Braunstein–Ghosh–Severini (en), avec des applications à la gravité quantique.

## Publications
- Tomasz Konopka, Fotini Markopoulou et Simone Severini, « Quantum graphity: A model of emergent locality », Physical Review D, vol. 77, no 10,‎ 2008, p. 104029 (DOI 10.1103/PhysRevD.77.104029, Bibcode 2008PhRvD..77j4029K, arXiv 0801.0861, S2CID 6959359)
- Alioscia Hamma, Fotini Markopoulou, Seth Lloyd, Francesco Caravelli, Simone Severini et Klas Markstrom, « A quantum Bose-Hubbard model with evolving graph as toy model for emergent spacetime », Physical Review D, vol. 81, no 10,‎ 2010, p. 104032 (DOI 10.1103/PhysRevD.81.104032, Bibcode 2010PhRvD..81j4032H, arXiv 0911.5075, S2CID 17149981)
- Adán Cabello, Simone Severini et Andreas Winter, « Graph-Theoretic Approach to Quantum Correlations », Physical Review Letters, vol. 112, no 4,‎ 2014, p. 040401 (PMID 24580419, DOI 10.1103/PhysRevLett.112.040401, Bibcode 2014PhRvL.112d0401C, arXiv 1401.7081, S2CID 34998358)
- (it) « Nella terra dei qubit », sur FLACO EDIZIONI (consulté le 23 décembre 2022)